# Способный ученик (повесть)
«Способный ученик» (англ. Apt Pupil) — повесть американского писателя Стивена Кинга, опубликованная в 1982 году в сборнике «Четыре сезона» (англ. Different Seasons) с подзаголовком «Лето распада».
Повесть была экранизирована в 1998 году.

## Сюжет
Действие повести начинается летом 1974 года в вымышленном городке Санта-Донато (англ. Santa Donato) в Южной Калифорнии (США).
13-летний школьник Тодд Боуден (англ. Todd Bowden) хорошо учится, прекрасно ладит с родителями и подрабатывает доставкой газет. Однажды он узнаёт в своём 75-летнем соседе Артуре Денкере (англ. Arthur Denker) нацистского преступника Курта Дюссандера (англ. Kurt Dussander), фотографию которого он увидел в одном историческом журнале. Убедившись, что это действительно Дюссандер, Тодд (помешанный на тематике концлагерей, пыток и опытов над людьми) является к старику и начинает его шантажировать — Дюссандер должен в красках рассказывать ему о преступлениях нацистов, иначе Тодд выдаст его; также Тодд говорит, что если с ним вдруг что-то случится, то его друг отнесёт в полицию переданный ему на хранение конверт со всеми данными на Дюссандера (на самом деле Боуден не передавал своему другу никакого конверта, но Дюссандер не может знать этого наверняка). Старик соглашается на все условия и на протяжении всего года (до лета 1975 года) подросток ходит к нему, слушая его рассказы о концлагерях и жизни самого Дюссандера. Своим родителям, Дику (англ. Richard (Dick) Bowden) и Монике Боуден (англ. Monica Bowden), Тодд говорит, что ходит к старику из жалости, чтобы читать ему книги, так как тот почти слепой и одинокий; Дюссандер впоследствии знакомится с родителями Тодда и производит на них приятное впечатление.
Психика подростка в итоге начинает сдавать, ему снятся кошмары и это отражается на его успеваемости в школе. Тодд в панике (он боится, что родители узнают о его плохих отметках), но Дюссандер помогает ему выйти из положения — он является к школьному воспитателю Тодда (Эдварду Френчу (англ. Edward French), которого ученики прозвали «Калошей Эдом» (англ. Rubber Ed)) и, представившись ему Виктором Боуденом (англ. Victor Bowden), дедушкой подростка, врёт Френчу о том, что в семье у Тодда не всё ладно, потому что его мать Моника пьёт, и обещает, что к следующей четверти Тодд исправит все свои оценки. Френч верит ему и соглашается. Дюссандер заставляет Тодда взяться за учебники, но тому не нравится, что старик начал им командовать и он угрожает сдать его, однако Дюссандер разъясняет Тодду, что они теперь в одной лодке, ведь если мальчик его выдаст, старик всем расскажет, что Тодд несколько месяцев знал о том, что он нацистский преступник, но никому об этом не говорил, а вместо этого заставлял его рассказывать о пытках и зверствах в концлагерях. Тодд вынужден признать правоту старика и подчиниться.
Вскоре благодаря Дюссандеру отметки Тодда улучшаются, но мальчику продолжают сниться кошмары и его гнетёт зависимость от старика. Когда же подросток уже дозревает до идеи убить Дюссандера и подстроить это как несчастный случай, тот заявляет, что написал письмо, в котором указал, что в его смерти следует винить Тодда, и положил это письмо в банковскую ячейку, которую вскроют после его смерти. Подросток в ужасе понимает, что теперь стал зависим от старика, как и он от него. Вскоре у Дюссандера случается инфаркт. Тодд  вызывает скорую и звонит отцу. Дюссандера увозят в больницу.
В одной палате с Дюссандером лежит старик с травмой позвоночника — еврей Моррис Хайзел (англ. Morris Heisel), бывший узник концлагеря Патэн, в котором погибли его первая жена и две дочери. Хайзел опознаёт в Дюссандере бывшего коменданта концлагеря, где он сидел, и сообщает об этом другим. Из Израиля приезжает специальный сотрудник Сэмюэл (Сэм) Вайскопф (англ. Samuel (Sam) Weiskopf), в планы которого входит забрать с собой Дюссандера, чтобы потом отдать его под суд. Понимая, что попался, и что американские власти рано или поздно выдадут его Израилю, Дюссандер кончает жизнь самоубийством.
Вскоре после смерти Дюссандера к Тодду является Эдвард Френч, увидевший фотографию Дюссандера в газете (в статье о его самоубийстве) и понял, что человек, выдававший себя за Виктора Боудена — нацистский преступник. Тодд понимает, что разоблачение неминуемо, и у него сдают нервы, вследствие чего он окончательно сходит с ума. Тодд убивает Френча (владеющим доказательствами его связи с Дюссандером) из винтовки, подаренной ему отцом на Рождество, а потом вместе с рюкзаком патронов уходит к склону у автострады, чтобы там продолжить расстреливать людей. В итоге «с ним удалось покончить лишь через 5 часов, когда стало темнеть».

## Издания и переводы
Повесть была впервые опубликована в сборнике «Четыре сезона» издательством «Viking Press» 27 августа 1982 года. Впоследствии повесть несколько раз переиздавалась.
На русском языке повесть впервые появилась в 1990 году в сокращённом переводе Сергея Таска под названием «Главный интерес» в журнале «Звезда» (№12). Этот перевод в 1991 году попал в сборник повестей и рассказов «Похоронная компания», собранного из различных произведений Кинга из сборников «Ночная смена» (1978), «Четыре сезона» (1982) и «Команда скелетов» (1985).
В 1992 году повесть была переведена О. Васильевым под названием «Способный ученик» и издана «Нева-Лад» в трёхтомном собрании сочинений. Под названием «Ученик дьявола» в полном переводе М. Опалевой повесть была издана в 1996 году в книге «Копилка сатаны» издательства «Платан».
Издательство «АСТ» впервые опубликовало повесть в 1998 году в сборнике «Четыре сезона» и с тех пор переиздавало не раз. Несмотря на рекламный слоган издательства «Самое полное собрание сочинений короля ужасов Стивена Кинга», вплоть до 2013 года использовался сильно сокращенный перевод Таска.

## Отсылки к другим произведениям Кинга
Во время первой встречи Тодда и Дюссандера последний говорит Тодду, что живёт на проценты от акций сразу нескольких компаний, а банкир, который помог их ему приобрести, через год сел в тюрьму за убийство жены; также Дюссандер упоминает его фамилию (Дюфрейн), поскольку она была созвучна с его собственной.

## Экранизация
В 1998 году по мотивам книги был снят фильм «Способный ученик» американского режиссёра Брайана Сингера с Брэдом Ренфро и Иэном Маккелленом в главных ролях.